# Lugnet (naturreservat, Falu kommun)
Lugnet är ett naturreservat som är ett cirka 800 hektar stort, som bildades inom området Lugnet 1980 främst för rekreation och friluftsliv. Inom området finns många motionsspår preparerade för promenader, cykling och vintertid erbjuds goda möjligheter till längdskidåkning för både motionärer och elitåkare. 2023 ombildades det från ett statligt till kommunalt naturreservat
Det gränsar till sportanläggningen Lugnet, som är riksskidstadion men också bland annat huserar arenakomplexet Lugnets isstadion och faciliteter för backhoppning, friidrott, simning och bad. 
Naturreservatets högsta punkt ligger 305 m ö.h., från vilken man har utsikt över Runn.